# 孫有敷
孫有敷（16世紀—17世紀），字時達，福建泉州府惠安縣鎮安舖埔塘人，明朝政治人物。

## 生平
孫有敷是隆慶元年（1567年）舉人，授長清教諭，曾主考萬曆四年（1576年）的河南鄉試，教育士子公正嚴謹、以禮自持，用道義啟迪學生，不言名利，文章古雅有秦漢風範；論及科舉會罷黜浮誇和拗口的文章，使地方文風丕變，又擅於隸草書法，人們在他教化下學習才讓地方文化蓬勃。之後他陞任國子監學錄、戶部司務、刑部員外郎、郎中，萬曆十七年（1589年）外任廣西右參議，二十年（1592年）調四川副使，二十七年（1599年）再自雲南副使調廣西副使，因輔助剿滅皮林苗族人叛亂而獲賜金，致仕後在家去世，有《居清詩稿》流傳。

## 引用
1. 1 2  雍正《惠安縣志·卷二十四·循良》：孫有敷，字時達，鎮安舖埔塘人，隆慶庚午【丁卯】舉人，山東長清教諭，陞戶部司務、刑部員外郎、郎中，出參議廣西，改雲南副使，有敷涖官皆措置有方，所在著宦績，以協剿皮林苗敘薦賜金，致仕壽終于家。
2. ↑  《萬曆四年河南鄉試錄》：考試官 山東濟南府長清縣教諭孫有敷 時達，福建惠安縣人，丁卯貢士
3. ↑  康熙《長清縣志·卷六·官師志》：教諭……明……孫有敷 福建惠安人，舉人，陞國子監學錄，歷陞廣西副使，有傳
4. ↑  《明神宗顯皇帝實錄·卷二百十八》：（萬曆十七年十二月戊寅）陞刑部郎中孫有敷為廣西右參議。
5. ↑  《明神宗顯皇帝實錄·卷二百四十九》：（萬曆二十年六月）庚寅陞禮部郎中沈一中為湖廣副使，臨洮知府岳維華為陝西副使，廣西右參議孫有敷為四川副使，山西副使梁雲龍調山東副使、整飭天津兵備道。
6. ↑  《明神宗顯皇帝實錄·卷三百三十八》：（萬曆二十七年八月）辛丑調雲南副使孫有敷為廣西副使。
7. ↑  康熙《長清縣志·卷八·循良志》：孫有敷，惠安人，以鄉舉署長清教諭，公正嚴毅以禮自持，以道義訓迪多士，絕口不言利；至下筆為文古雅跌宕，有秦漢風，論舉業認理真切，若浮餙章句及佶倔奇瑰者公悉黜之，一時衿士翕然丕變焉。敷尤工草隸，邑故樸質賴公帥作士，人始知有翰墨，文字彬彬蔚起，後遷成均，晉戶部，累陞廣東副憲，著有《居清詩稿》行于世，先後振鐸邑庠者必以公為首稱焉。